# Bazyli Beśko
Bazyli Beśko (ur. 2 stycznia 1894 w Hrubieszowie, zm. wrzesień 1917 w Slănic Moldova) – polski aktor teatralny i filmowy.

## Życiorys
Bazyli zadebiutował w filmie Obłąkany. Dramat w Tworkach w 1912 roku. Występował w różnych teatrach Warszawy. Po wybuchu I wojny światowej został zmobilizowany do 120 Pułku Piechoty Serpuchowskiej. Zginął w walce na froncie rumuńskim we wrześniu 1917 roku. Pochowany w Slănic Moldova.

## Filmografia
- 1908 – Pruska kultura jak polskie dziecko[4]
- 1912 – Obłąkany. Dramat w Tworkach jako lekarz
- 1913 – Kościuszko pod Racławicami jako żołnierz

## Ordery i odznaczenia

Grób Bazylego Beśki w Slănic Moldova.

- Krzyż Świętego Jerzego IV stopnia